# Paul Vyšný
Paul Vyšný (* 1943 Velká Británie) je britský historik slovenského původu, specializující se na dějiny střední a východní Evropy.

## Život
Narodil se roku 1943 ve Velké Británii do rodiny evangelického kněze a důstojníka Michala Vyšného, a jeho manželky Grace Mary Vyšné (roz. Royce).
V současnosti[kdy?] působí jako vysokoškolský pedagog na Katedře moderních dějin University of St Andrews, kde je zároveň členem univerzitního senátu. Je specialistou na moderní dějiny (19.–20. století) střední a východní Evropy, včetně Ruska a bývalého SSSR, a dějiny britské politiky vůči tomuto regionu.
Zvláštní pozornost věnuje dějinám Čechů a Slováků. V současnosti[kdy?] pracuje na dějinách československé exilové vlády v Londýně a organizuje sbírku na vybudování pomníku českému husitskému vyslanci Pavlu Kravařovi (Paul Craw), upálenému v roce 1433 ve Skotsku.

## Dílo
Mezi Vyšného nejvýznamnější díla patří následující:
- VYŠNÝ, PAUL, Neo-Slavism and the Czechs, 1975.
- VYŠNÝ, PAUL, The Runciman Mission to Czechoslovakia, 1938: Prelude to Munich, 2003.
- VYŠNÝ, PAUL, A Hussite in Scotland: The Mission of Pavel Kravar to St Andrews in 1433, The Scottish Historical Review, vol. 82, 2003.
- VYŠNÝ, PAUL, Crisis over Czechoslovakia: March - September 1938, 2005.